# Meysse
Pour l’article ayant un titre homophone, voir Metz.
Pour la commune belge de Meise (aussi écrit Meysse), voir Meise.
Meysse est une commune française située dans le département de l'Ardèche, en région Auvergne-Rhône-Alpes.
Situé à quelques kilomètres seulement de Montélimar, le village de Meysse jouit d'un climat typiquement méridional, avec des étés très secs et ses habitants sont appelés les Meyssois et les Meyssoises.

## Géographie

### Situation et description
Meysse est une petite commune à vocation essentiellement rurale située dans la vallée du Rhône entre l'agglomération de Privas et celle de Montélimar, dans la partie méridionale du département de l'Ardèche.

### Géologie et relief
La commune est positionnée sur le rebord oriental du plateau du Coiron, une vaste table volcanique de basalte qui appartient au domaine de la moyenne montagne ardéchoise.

### Climat
En 2010, le climat de la commune est de type climat méditerranéen franc, selon une étude du CNRS s'appuyant sur une série de données couvrant la période 1971-2000. En 2020, Météo-France publie une typologie des climats de la France métropolitaine dans laquelle la commune est exposée à un climat méditerranéen et est dans la région climatique Provence, Languedoc-Roussillon, caractérisée par une pluviométrie faible en été, un très bon ensoleillement (2 600 h/an), un été chaud (21,5 °C), un air très sec en été, sec en toutes saisons, des vents forts (fréquence de 40 à 50 % de vents > 5 m/s) et peu de brouillards.
Pour la période 1971-2000, la température annuelle moyenne est de 13,2 °C, avec une amplitude thermique annuelle de 18 °C. Le cumul annuel moyen de précipitations est de 955 mm, avec 6,9 jours de précipitations en janvier et 4,1 jours en juillet. Pour la période 1991-2020, la température moyenne annuelle observée sur la station météorologique de Météo-France la plus proche, sur la commune de Montélimar à 6 km à vol d'oiseau, est de 14,2 °C et le cumul annuel moyen de précipitations est de 919,5 mm,. Pour l'avenir, les paramètres climatiques de la commune estimés pour 2050 selon différents scénarios d'émission de gaz à effet de serre sont consultables sur un site dédié publié par Météo-France en novembre 2022.

### Hydrographie
Le territoire communal est bordé dans sa partie orientale par la rive droite du Rhône. Le Lavézon, petite rivière de 16,5 km qui descend les contreforts du plateau du Coiron pour traverser la commune et rejoindre le Rhône sur son territoire.

### Voies de communication
Le territoire de Meysse est traversé par l'ancienne route nationale 86, reclassée en route départementale (RD86) pour ce tronçon depuis 2005 et qui traverse la bordure orientale du territoire du département de l'Ardèche du nord au sud en longeant le cours du Rhône.

### Lieux-dits, hameaux et écarts
Les Freydières

## Urbanisme

### Typologie
Au 1er janvier 2024, Meysse est catégorisée bourg rural, selon la nouvelle grille communale de densité à 7 niveaux définie par l'Insee en 2022.
Elle est située hors unité urbaine. Par ailleurs la commune fait partie de l'aire d'attraction de Montélimar, dont elle est une commune de la couronne,. Cette aire, qui regroupe 45 communes, est catégorisée dans les aires de 50 000 à moins de 200 000 habitants,.

### Occupation des sols
L'occupation des sols de la commune, telle qu'elle ressort de la base de données européenne d’occupation biophysique des sols Corine Land Cover (CLC), est marquée par l'importance des forêts et milieux semi-naturels (65,9 % en 2018), une proportion sensiblement équivalente à celle de 1990 (66 %). La répartition détaillée en 2018 est la suivante : 
forêts (53,1 %), zones agricoles hétérogènes (20,5 %), milieux à végétation arbustive et/ou herbacée (12,8 %), eaux continentales (6,9 %), zones urbanisées (3,3 %), zones industrielles ou commerciales et réseaux de communication (3,1 %), prairies (0,3 %).
L'évolution de l’occupation des sols de la commune et de ses infrastructures peut être observée sur les différentes représentations cartographiques du territoire : la carte de Cassini (XVIIIe siècle), la carte d'état-major (1820-1866) et les cartes ou photos aériennes de l'IGN pour la période actuelle (1950 à aujourd'hui).

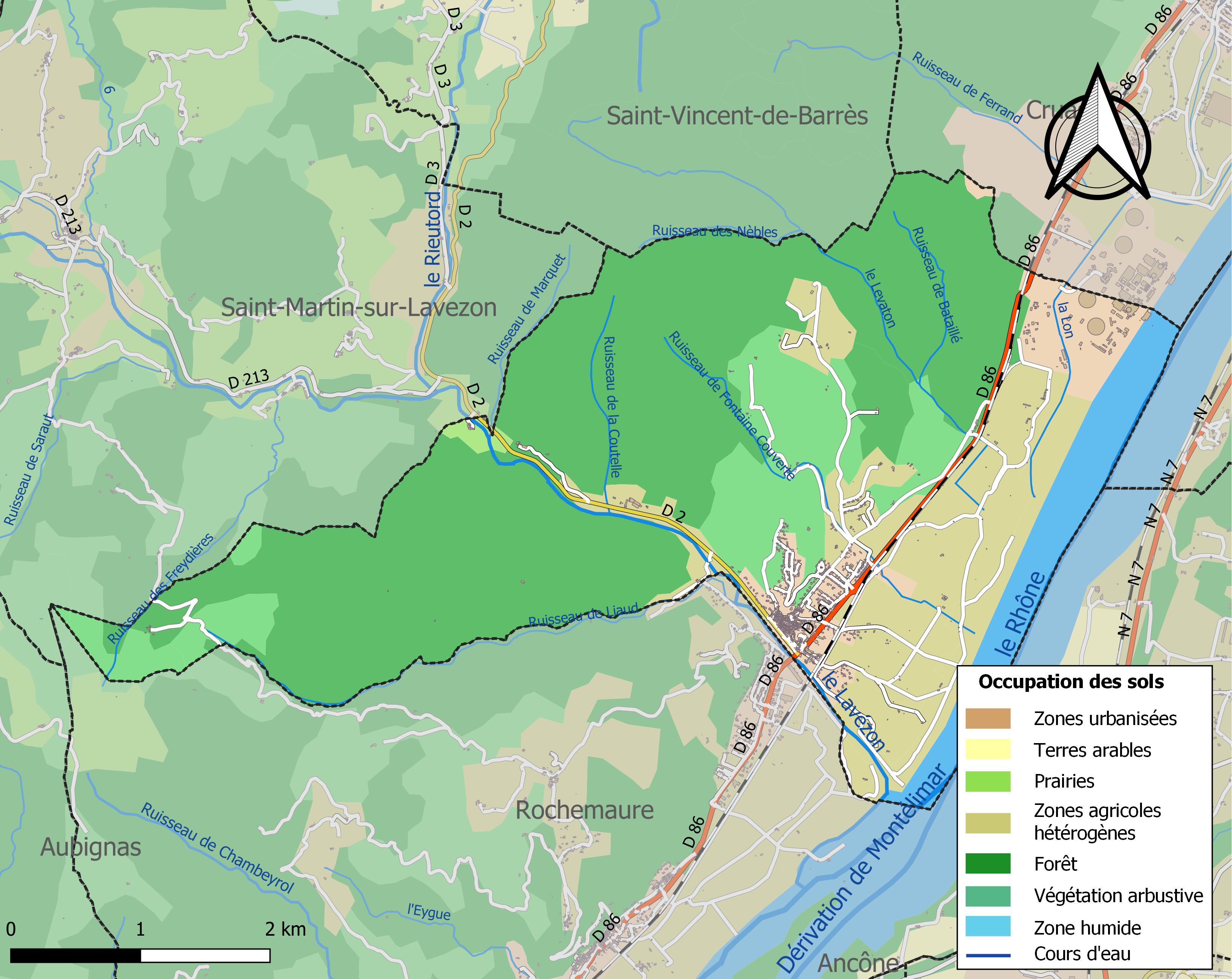
Carte des infrastructures et de l'occupation des sols de la commune en 2018 (CLC).

### Risques naturels

#### Risques sismiques
L'ensemble du territoire de la commune de Meysse est situé en zone de sismicité no 3 (sur une échelle de 1 à 5), comme la plupart des communes situées dans la vallée du Rhône et la Basse Ardèche, mais non loin de la limite orientale de la zone no 2 qui correspond au plateau ardéchois.
| Type de zone | Niveau            | Définitions (bâtiment à risque normal) |
| ------------ | ----------------- | -------------------------------------- |
| Zone 3       | Sismicité modérée | accélération = 1,1 m/s2                |

## Histoire
Pour un article plus général, voir Histoire de l'Ardèche.

## Politique et administration

### Tendances politiques et résultats
| Scrutin             | 1er tour | 1er tour | 1er tour | 1er tour | 1er tour | 1er tour | 1er tour  | 1er tour  | 1er tour  | 1er tour  | 1er tour  | 1er tour  | 2d tour        | 2d tour        | 2d tour        | 2d tour        | 2d tour        | 2d tour        | 2d tour        | 2d tour        | 2d tour        | 2d tour |
| Scrutin             | 1er      | 1er      | %        | 2e       | 2e       | %        | 3e        | 3e        | %         | 4e        | 4e        | %         | 1er            | 1er            | %              | 2e             | 2e             | %              | 3e             | 3e             | %              |         |
| ------------------- | -------- | -------- | -------- | -------- | -------- | -------- | --------- | --------- | --------- | --------- | --------- | --------- | -------------- | -------------- | -------------- | -------------- | -------------- | -------------- | -------------- | -------------- | -------------- | ------- |
| Présidentielle 2017 |          | FN       | 36,25    |          | LFI      | 21,97    |           | LREM      | 18,25     |           | LR        | 9,36      |                | FN             | 52,64          |                | LREM           | 47,36          | Pas de 3e      | Pas de 3e      | Pas de 3e      |         |
| Législatives 2017   |          | LREM     | 21,83    |          | FN       | 20,34    |           | LFI       | 17,16     |           | PS        | 12,69     |                | PS             | 50,85          |                | LREM           | 49,15          | Pas de 3e      | Pas de 3e      | Pas de 3e      |         |
| Européennes 2019    |          | RN       | 30,60    |          | LREM     | 12,50    |           | LFI       | 11,75     |           | EELV      | 10,82     | Tour unique    | Tour unique    | Tour unique    | Tour unique    | Tour unique    | Tour unique    | Tour unique    | Tour unique    | Tour unique    |         |
| Municipales 2020    |          | SE       | 78,04    |          | SE       | 21,95    | Pas de 3e | Pas de 3e | Pas de 3e | Pas de 4e | Pas de 4e | Pas de 4e | Pas de 2d tour | Pas de 2d tour | Pas de 2d tour | Pas de 2d tour | Pas de 2d tour | Pas de 2d tour | Pas de 2d tour | Pas de 2d tour | Pas de 2d tour |         |
| Présidentielle 2022 |          | RN       | 37,91    |          | LFI      | 20,37    |           | LREM      | 15,21     |           | REC       | 5,89      |                | RN             | 63,07          |                | LREM           | 36,93          | Pas de 3e      | Pas de 3e      | Pas de 3e      |         |
| Législatives 2022   |          | RN       | 34,58    |          | DVG      | 33,99    |           | ENS       | 15,72     |           | DVD       | 4,72      |                | DVG            | 51,91          |                | RN             | 48,09          | Pas de 3e      | Pas de 3e      | Pas de 3e      |         |
| Européennes 2024    |          | RN       | 46,72    |          | PS       | 11,20    |           | ENS       | 8,00      |           | LFI       | 7,84      | Tour unique    | Tour unique    | Tour unique    | Tour unique    | Tour unique    | Tour unique    | Tour unique    | Tour unique    | Tour unique    |         |

### Liste des maires
| Période                                  | Période                    | Identité                                                 | Étiquette | Qualité                                      |
| ---------------------------------------- | -------------------------- | -------------------------------------------------------- | --------- | -------------------------------------------- |
| Les données manquantes sont à compléter. |                            |                                                          |           |                                              |
| 1814                                     | 1825                       | Claude-Louis Garnier Deshières de Miraval                |           |                                              |
| 17 août 1825                             | 1830                       | Alexandre Charles Hippolyte Garnier Deshières de Miraval |           |                                              |
| 1830                                     | 1835                       | Joseph Gaspard Froment                                   |           |                                              |
| 1835                                     | 1848                       | Alexandre Charles Hippolyte Garnier Deshières de Miraval |           |                                              |
| 1849                                     | Septembre 1850             | Louis Léon Bayle                                         |           |                                              |
| Septembre 1850                           | 1851                       | Frédéric Boutier                                         |           |                                              |
| 1851                                     | Septembre 1870             | Alexandre Charles Hippolyte Garnier Deshières de Miraval |           |                                              |
| Septembre 1870                           | Septembre 1871             | Auguste Montalon                                         |           |                                              |
| 1871                                     | Juillet 1876               | Frédéric Boutier                                         |           |                                              |
| Novembre 1876                            | Janvier 1882               | Alexandre Courty                                         |           |                                              |
| Février 1882                             | Juillet 1882               | Clément Léopold Cazeneuve                                |           |                                              |
| Mars 2001                                | Mars 2014                  | Hélène Kirn                                              |           |                                              |
| Mars 2014                                | En cours (au 19 juin 2025) | Eric Cuer                                                | DVG       | Cadre Président de la Communauté de Communes |

## Population et société

### Démographie
L'évolution du nombre d'habitants est connue à travers les recensements de la population effectués dans la commune depuis 1793. Pour les communes de moins de 10 000 habitants, une enquête de recensement portant sur toute la population est réalisée tous les cinq ans, les populations de référence des années intermédiaires étant quant à elles estimées par interpolation ou extrapolation. Pour la commune, le premier recensement exhaustif entrant dans le cadre du nouveau dispositif a été réalisé en 2008.

En 2022, la commune comptait 1 380 habitants, en évolution de +5,91 % par rapport à 2016 (Ardèche : +2,48 %, France hors Mayotte : +2,11 %).
| 1793 | 1800 | 1806 | 1821  | 1831  | 1836  | 1841  | 1846  | 1851  |
| ---- | ---- | ---- | ----- | ----- | ----- | ----- | ----- | ----- |
| 784  | 811  | 923  | 1 009 | 1 099 | 1 185 | 1 227 | 1 273 | 1 300 |

| 1856  | 1861  | 1866  | 1872  | 1876  | 1881  | 1886  | 1891  | 1896  |
| ----- | ----- | ----- | ----- | ----- | ----- | ----- | ----- | ----- |
| 1 290 | 1 318 | 1 305 | 1 279 | 1 219 | 1 270 | 1 276 | 1 120 | 1 016 |

| 1901 | 1906 | 1911 | 1921 | 1926 | 1931 | 1936 | 1946 | 1954 |
| ---- | ---- | ---- | ---- | ---- | ---- | ---- | ---- | ---- |
| 961  | 944  | 937  | 817  | 790  | 778  | 730  | 617  | 722  |

| 1962 | 1968 | 1975 | 1982 | 1990 | 1999  | 2006  | 2008  | 2013  |
| ---- | ---- | ---- | ---- | ---- | ----- | ----- | ----- | ----- |
| 655  | 679  | 590  | 708  | 914  | 1 098 | 1 284 | 1 333 | 1 335 |

| 2018  | 2022  | - | - | - | - | - | - | - |
| ----- | ----- | - | - | - | - | - | - | - |
| 1 335 | 1 380 | - | - | - | - | - | - | - |

### Enseignement
La commune est rattachée à l'académie de Grenoble.

### Médias
La commune est située dans la zone de distribution de deux organes de la presse écrite :
- L'Hebdo de l'Ardèche

Il s'agit d'un journal hebdomadaire français basé à Valence et couvrant l'actualité de tout le département de l'Ardèche.
- Le Dauphiné libéré

Il s'agit d'un journal quotidien de la presse écrite française régionale distribué dans la plupart des départements de l'ancienne région Rhône-Alpes, notamment l'Ardèche. La commune est située dans la zone d'édition de Privas.

### Cultes
La communauté catholique et l'église de Meysse (propriété de la commune) dépendent de la paroisse Charles-de-Foucauld - Viviers / Le Teil dont le siège est  situé à Viviers qui est également le siège de l'évêché.

## Économie
Au XIXe siècle, la commune abrite une importante carrière de pierres et de silex. « Le silex de «Rochemaure-Meysse » provient d’un affleurement barrémobédoulien localisé à 35 km au sud, sur des collines surplombant le Rhône. De couleur miel-caramel pouvant aller au « sanguin», son grain est extrêmement fin, sa texture très lisse et son aspect luisant. Les blocs sont particulièrement homogènes et leur aptitude à la taille est excellente. Il s’agit d’un silex que l’on peut qualifier de qualité supérieure ».
À cette époque, un moulinage important appuie l'élevage du ver à soie. C'est l'opération, après le dévidage, qui consiste plusieurs fils de cocons sont assemblés.
Un four à chaux cesse de fonctionner au tournant du XIXe siècle et du XXe siècle.
Il existe au début du XXe siècle une activité de fabrication de balais en sorgho.

## Culture locale et patrimoine

### Lieux et monuments

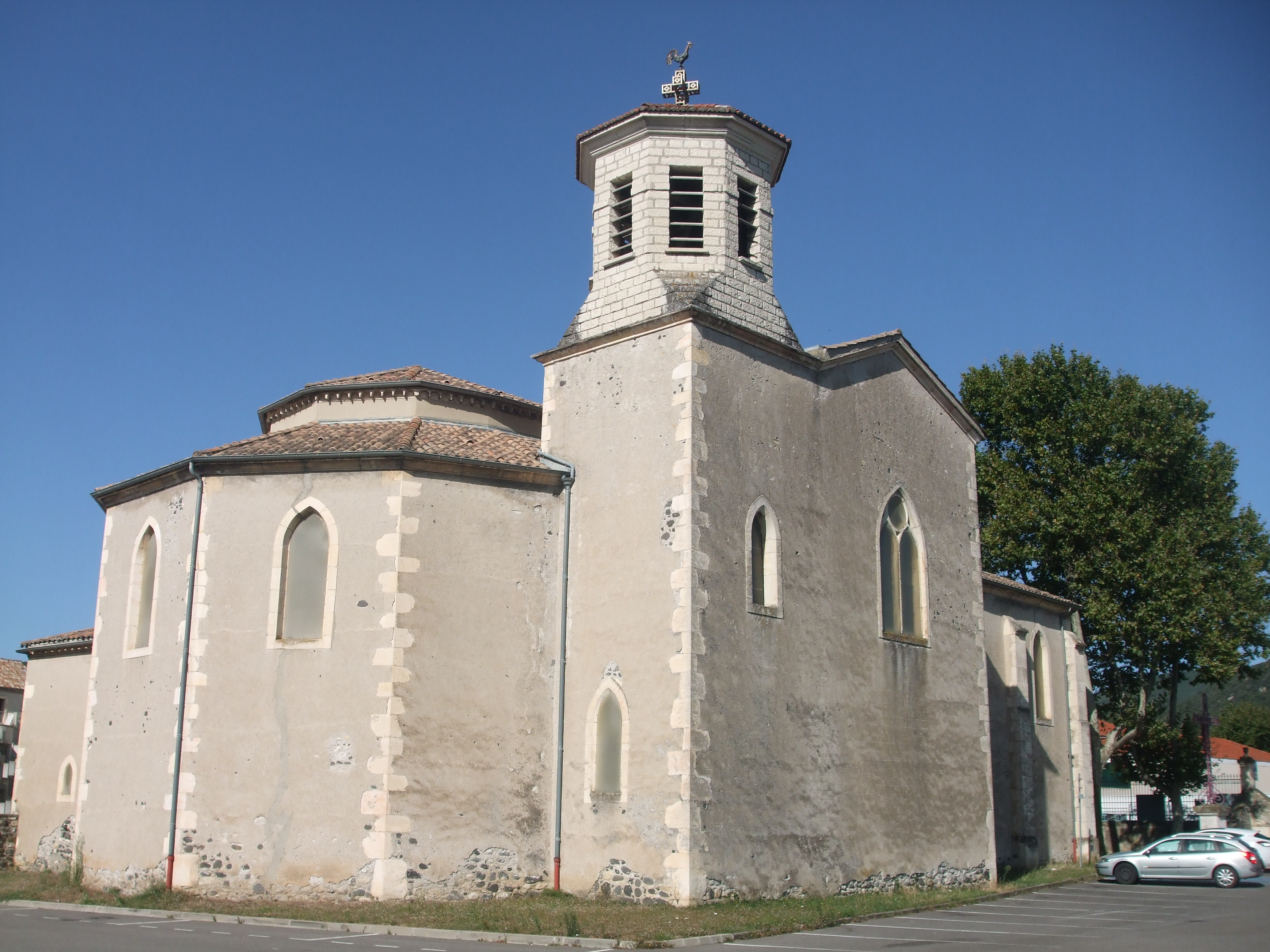
Église de Meysse

- Le village a une particularité : il possède deux églises. L'une datant de l'époque romane, l'église Saint-Jean-Baptiste a été désaffectée au XIXe siècle, après la construction de la deuxième église située à l'extérieur de l'enceinte du village. Cette église dont la construction remonte au Moyen Âge possède un baptistère où l'on pratiquait le baptême par immersion[33].. Ce genre d'ouvrage religieux est assez rare en France. On peut en voir à Grenoble notamment.  Classé MH (1971)[34]
- Localisée en partie sur la commune de Meysse, la centrale nucléaire de Cruas produit de l'électricité à partir de l'énergie nucléaire.
- La brocante située à la sortie du village, une des plus grandes brocantes de France (10 000 m2 d'expo) sur la route de Privas.

### Héraldique
|  | Meysse possède des armoiries dont l'origine et le blasonnement exact ne sont pas disponibles. |